# Stephan Vuckovic
Stephan Vuckovic, né le 22 juin 1972 à Reutlingen en Allemagne de l'Ouest, est un sportif allemand pratiquant le triathlon.

## Biographie
Champion d'Allemagne sur distance M en 1996 il est sélectionné pour les Jeux olympiques d'été de 2000 à Sydney, où il remporte la médaille d'argent de l'épreuve, ce sport faisant sa première apparition aux Jeux. Il est devancé par le Canadien Simon Whitfield, le Tchèque Jan Rehula terminant troisième. Il participe depuis 2005 à de nombreuses compétitions du circuit Ironman et remporte en 2007 l'Ironman Florida aux États-Unis.

## Palmarès
Le tableau présente les résultats les plus significatifs (podium) obtenus sur le circuit national et international de triathlon depuis 1995.
| Année | Compétition                               | Pays       | Position | Temps           |
| ----- | ----------------------------------------- | ---------- | -------- | --------------- |
| 2011  | Ironman 70.3 Timberman                    | États-Unis |          | Timing          |
| 2010  | Ironman Canada                            | Canada     |          | 8 h 38 min 31 s |
| 2009  | Ironman Lanzarote                         | Espagne    |          | 8 h 57 min 17 s |
| 2007  | Ironman Floride                           | États-Unis |          | 8 h 21 min 29 s |
| 2007  | Ironman Lanzarote                         | Espagne    |          | 9 h 4 min 11 s  |
| 2002  | Jeux olympiques - Sydney                  | Australie  |          | 1 h 48 min 37 s |
| 2002  | Coupe du monde - l'étape de Sydney        | Australie  |          | 1 h 49 min 58 s |
| 2001  | Championnat d'Allemagne                   | Allemagne  |          | 1 h 44 min 13 s |
| 1999  | Championnat d'Allemagne                   | Allemagne  |          | 1 h 56 min 15 s |
| 1997  | Championnat d'Europe                      | Finlande   |          | 2 h 0 min 19 s  |
| 1996  | Championnat d'Allemagne                   | Allemagne  |          | 1 h 59 min 16 s |
| 1996  | Coupe du monde - l'étape de Drummondville | Canada     |          | 1 h 46 min 24 s |
| 1995  | Championnat d'Allemagne                   | Allemagne  |          | 1 h 55 min 38 s |